# Riverton (Utah)
Riverton je město v okresu Salt Lake County ve státě Utah. K roku 2010 zde žilo 38 753 obyvatel. S celkovou rozlohou 32,6 km² byla hustota zalidnění 1 200 obyvatel na km². Leží v oblasti zvané Salt Lake Valley.